# Wolfgang Moritz av Hessen
Prins Wolfgang Moritz av Hessen, född 6 november 1896 på slottet Rumpenheim, död 12 juli 1989, var utvald som arvprins av monarkin Finland, och kallades för Kronprins av Finland officiellt till den 14 december 1918 och även efteråt av några monarkister.

## Biografi
Wolfgang Moritz av Hessen föddes som den andra i ett tvillingpar och fjärde sonen till prins Fredrik Karl av Hessen (1868–1940) och prinsessan Margareta av Preussen (1872–1954). Hans morbror var den tyska kejsaren Vilhelm II. Wolfgangs far Fredrik Karl av Hessen valdes till Kung av Finland den 9 oktober 1918, för att ersätta släktingen, den avsatte ryske tsaren, Nikolaj II, som titulerades Storfurste av Finland. Fredrik Karl avsade sig tronen i december 1918, och titeln tillföll därför egentligen aldrig familjen.
Wolfgang skulle blivit faderns arvinge som kung av Finland istället för den äldre tvillingen Philipp av Hessen (1896–1980), tydligen eftersom Wolfgang var med sina föräldrar 1918 och färdig att åka till Finland (där han enligt ryktet skulle gifta sig med en finsk dam som väntade på den ankommande kronprinsen). Philip var i det militära och oanträffbar vid tillfället.
Wolfgang gifte sig den 17 september 1924 med prinsessan Marie Alexandra av Baden (1902–1944), dotter till prins Maximilian av Baden och prinsessan Marie Louise av Hannover, men de var barnlösa. När prinsen dog ärvde hans brorson Moritz av Hessen hans krav på Finlands tron.
Han adopterade en brorson, prins Karl Adolf av Hessen (född 1937), eftersom dennes far Christoph blev dödad 1943 i andra världskriget.
När han dog i en ålder av 92 år var Wolfgang den sista av drottning Viktorias barnbarnsbarn som fötts under hennes livstid.